# Приходько Андрій
Андрій Приходько (нар. 11 січня 1958, м. Первомайський, Харківська область, УРСР, СРСР) — український актор і театральний режисер-постановник, керівник Театрального центру «Пасіка» Києво-Могилянської академії. Заслужений діяч мистецтв України.

## Життєпис
Народився у місті Первомайський Харківської області.
Закінчив акторський факультет Дніпропетровського театрального училища, режисерський факультет московського ГІТІСа.
З 1993 року він грав і ставив в «Майстерні Петра Фоменка».
Після нетривалих режисерських гастролей Росією («Маркіза де Сад» Юкіо Місіма в Челябінському молодіжному театрі, «Лжець» Корнеля в Нижньогородському театрі комедії, «Життя це сон» Кальдерона в Театрі ім. Є.Вахтангова) переїхав до Києва, де його першими роботами стають «Шельменко: друга версія» в Молодому театрі та «увертюраДОпобачення» (за «Сойченим крилом» Франка) в театрі «Сузір'я».
З 2000 року — режисер-постановник в Національному академічному драматичному театрі ім. Івана Франка.
На франківській сцені, а згодом і у очолюваному ним Театральному центрі Києво-Могилянської академії розпочинає відродження давньої української драми. З'являються «Трагедокомедія о воскресенії мертвих» Г.Кониського та «Аз» за драмою «Ужасная изміна сластолюбіваго житія…» невідомого автора.
Українським текстам «до пари» режисер інсценує індійську Магабхарату («Шякунтала» в Театрі ім. Франка) та розповідає «Легенду про Фауста», зовсім не чіпаючи поему Гете. Виставу «Фрьокен», в оригінальному перекладі (суміш літературної мови, суржика і бойківського діалекту), у виконанні могилянських акторів-аматорів, вивозив на гастролі до Москви в «Мастерскую Фоменко».

## Роботи в театрі
Майстерня Петра Фоменка
Київський академічний молодий театр
Київська академічна майстерня театрального мистецтва «Сузір'я»
Національний академічний драматичний театр імені Івана Франка
- 2008 — «Легенда про Фауста» за мотивами творів Й. Шпіса, Крістофера Марлоу і Гейсельбрехта[1]
- 2014, 16 липня — «Носороги» Ежена Йонеско[2]

Львівський академічний театр імені Леся Курбаса
- 2011, 25 березня — «Лісова пісня» за драмою Лесі Українки[3]
- 2022, 28 грудня — «Захар Беркут» за однойменною повістю Івана Франка

Івано-Франківський академічний обласний музично-драматичний театр імені Івана Франка
- 2020, 26 листопада — «Едіп» за трагедієї «Цар Едіп» Софокла[4][5]

Перший український театр для дітей та юнацтва
- 2023, 23 червня — «Лунаса» за п’єсою «Танці на Луназу» Брайана Фріла